# Камара, Мохамед (футболист, 2000)
Мохаме́д Камара́ (фр. Mohamed Camara; род. 6 января 2000, Мали) — малийский футболист, полузащитник клуба «Аль-Садд» и национальной сборной Мали.

## Клубная карьера
Камара является воспитанником малийского филиала футбольной академии JMG, действующей во нескольких странах Африки. Из академии он в 2016 году перешёл в клуб «Реал Бамако».
В январе 2018 года переехал в Австрию, заключив контракт до конца июня 2022 года с клубом «Ред Булл Зальцбург». Он стал третьим выходцем из Бамако в австрийской команде после Диади Самассеку и Амаду Айдара. Спортивный директор «Ред Булла» Кристоф Фройнд, комментируя подписание контракта, охарактеризовал Камара как перспективного молодого таланта.
21 февраля 2018 года Камара сыграл за молодёжную команду «Ред Булла» с «Порту» в Юношеской лиге УЕФА, а затем отправился в фарм-клуб «Лиферинг», за который играл во Второй лиге до конца сезона 2017/18 и в первой половине сезона 2018/19. В январе 2019 года он был отдан в аренду до конца сезона клубу из австрийской Бундеслиги «Хартберг».
Летом 2019 года Камара присоединился к основному составу «Ред Булл Зальцбург». В сезоне 2019/20 он дебютировал в Лиге Европы УЕФА, стал чемпионом и обладателем Кубка Австрии. В сезоне 2020/21 сыграл 7 матчей в Лиге чемпионов УЕФА. 18 февраля 2021 года Камара и его одноклубник и соотечественник Секу Койта были подвергнуты трёхмесячной дисквалификации за применение запрещённых препаратов. УЕФА отметила, что речь идёт о непреднамеренном нарушении допинговых правил. Запрещённый препарат игрокам дал врач сборной Мали для борьбы с высотной болезнью.
14 августа 2022 года Камара перешёл в клуб «Монако», с которым заключил пятилетний контракт. В мае 2024 года Камара заклеил логотип в поддержку борьбы с гомофобией, и был дисквалифицирован на 4 матча Лиги 1. По окончании сезона-2023/24 Камара перешёл в катарский «Аль-Садд».

## Выступления за сборную
Камара был капитаном сборной Мали среди игроков до 17 лет на юношеском чемпионате Африки 2017 года, который его команда выиграла, и чемпионате мира в том же году, где малийцы заняли четвёртое место. Он был капитаном сборной до 20 лет на Кубке африканских наций 2019 года, но из-за травмы сыграл лишь в одном матче. Его сборная вновь стала победителем турнира и в том же году выступила на чемпионате мира по футболу среди молодёжных команд, где дошла до 1/4 финала.
13 октября 2019 года Камара дебютировал в национальной сборной Мали, сыграв в товарищеском матче с командой ЮАР. 17 ноября того же года Мохамед отличился первым забитым голом за сборную в матче отборочного турнира к Кубку африканских наций 2021 года со сборной Чада.

## Статистика

### Клубная статистика
| Выступление        | Выступление      | Выступление      | Лига | Лига | Кубок | Кубок | Континент | Континент | Итого | Итого |
| Клуб               | Лига             | Сезон            | Игры | Голы | Игры  | Голы  | Игры      | Голы      | Игры  | Голы  |
| ------------------ | ---------------- | ---------------- | ---- | ---- | ----- | ----- | --------- | --------- | ----- | ----- |
| Лиферинг           | II               | 2017/2018        | 15   | 1    | 0     | 0     | —         | —         | 15    | 1     |
| Лиферинг           | II               | 2018/2019        | 14   | 2    | 0     | 0     | —         | —         | 14    | 2     |
| Лиферинг           | II               | 2019/2020        | 6    | 1    | 0     | 0     | —         | —         | 6     | 1     |
| Лиферинг           | Итого            | Итого            | 35   | 4    | 0     | 0     | —         | —         | 35    | 4     |
| Хартберг           | I                | 2018/2019        | 7    | 0    | 0     | 0     | —         | —         | 7     | 0     |
| Ред Булл Зальцбург | I                | 2019/2020        | 13   | 1    | 1     | 0     | 2         | 0         | 16    | 1     |
| Ред Булл Зальцбург | I                | 2020/2021        | 15   | 0    | 4     | 2     | 7         | 0         | 26    | 2     |
| Ред Булл Зальцбург | I                | 2021/2022        | 25   | 1    | 2     | 0     | 10        | 0         | 37    | 1     |
| Ред Булл Зальцбург | Итого            | Итого            | 53   | 2    | 7     | 2     | 19        | 0         | 79    | 4     |
| Всего за карьеру   | Всего за карьеру | Всего за карьеру | 95   | 6    | 7     | 2     | 19        | 0         | 121   | 8     |

1. ↑  Лига чемпионов УЕФА, Лига Европы УЕФА.

### Матчи за сборную
| № | Дата            | Оппонент | Счёт | Голы | Соревнование              |
| - | --------------- | -------- | ---- | ---- | ------------------------- |
| 1 | 13 октября 2019 | ЮАР      | 1:2  | —    | Товарищеский матч         |
| 2 | 17 ноября 2019  | Чад      | 2:0  | 1    | Отборочные матчи КАН-2021 |
| 3 | 13 ноября 2020  | Намибия  | 1:0  | —    | Отборочные матчи КАН-2021 |
| 4 | 17 ноября 2020  | Намибия  | 2:1  | —    | Отборочные матчи КАН-2021 |

Итого: сыграно матчей: 4 / забито голов: 1; победы: 3, ничьи: 0, поражения: 1.

## Достижения
- Чемпион Австрии: 2019/20
- Обладатель Кубка Австрии: 2019/20
- Победитель чемпионата Африки среди юношей до 17 лет: 2017
- Победитель чемпионата Африки среди юношей до 20 лет: 2019